# Concours de Voltige International

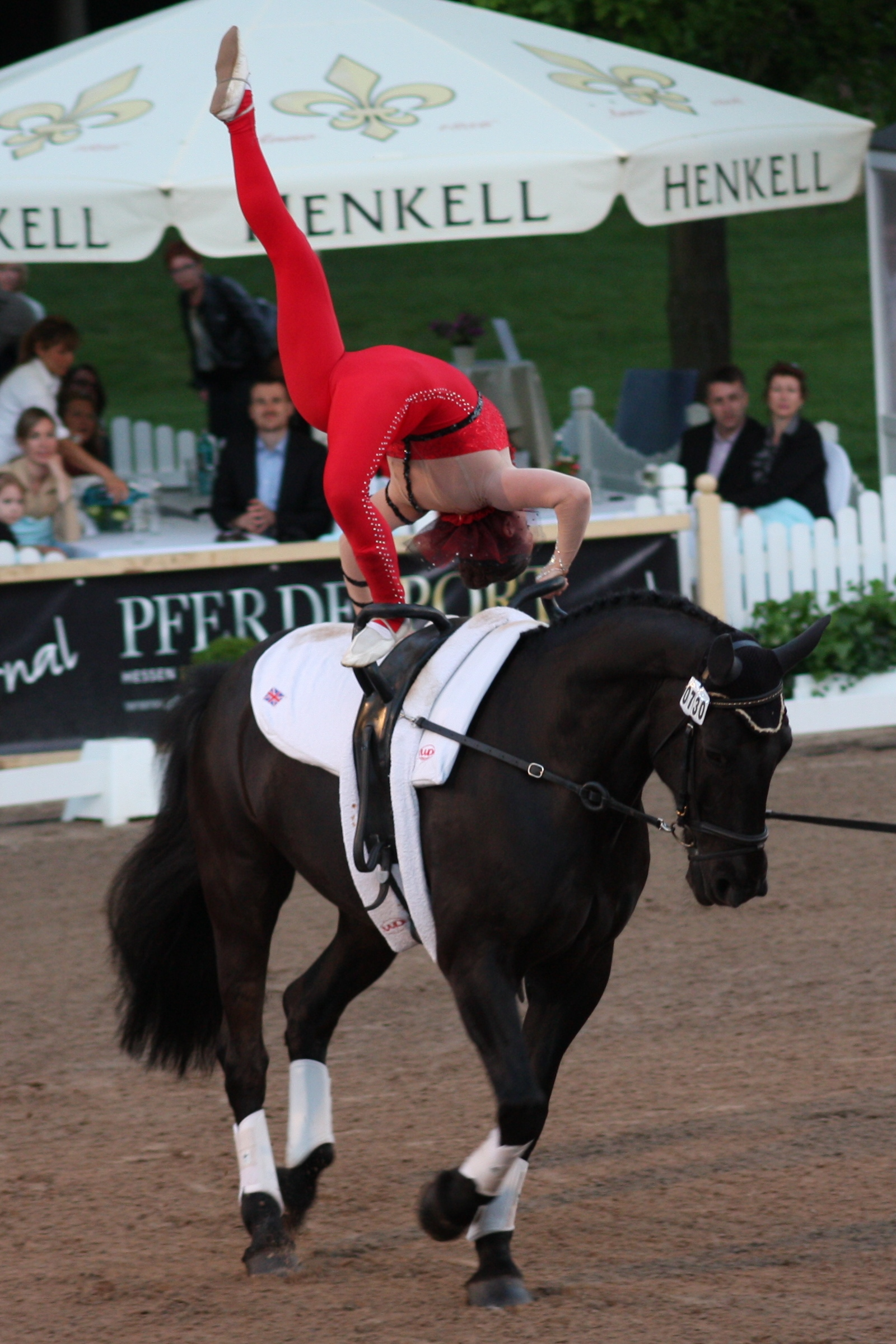
CVI Voltigieren, Hannah Eccles, 2013

Concours de Voltige International (CVI) ist die Bezeichnung für ein internationales von der FEI ausgerichtetes Turnier im Voltigieren. Die Zahl der CVI nimmt zu: 1999 wurden weltweit insgesamt neun CVI veranstaltet, 2009 waren es bereits 22. Es wird unterschieden zwischen:
CVI 1*
Ein CVI 1* wird für Einzelvoltigierer und Voltigiergruppen der Altersklassen Junior und Senior ausgeschrieben. Im Einzelvoltigieren werden Pflicht und Kür in einer oder zwei Runden geprüft. Die Gruppenwettbewerbe finden in zwei Runden statt: In der ersten Runde werden Pflicht und Kür gezeigt, in der zweiten Runde nur die Kür. Dabei werden auch an Senior-Gruppen die Anforderungen der Leistungsklasse Junior gestellt. Es werden drei Turnierrichter eingesetzt.
CVI 2*
CVI 2* werden ausschließlich für Seniorvoltigierer ausgeschrieben in den Disziplinen Einzel-, Doppel- und Gruppenvoltigieren. In der ersten Runde werden bei Einzelvoltigieren und Gruppen Pflicht und Kür geprüft, Doppelvoltigierer zeigen ausschließlich die Kür. Die Veranstaltung einer zweiten Runde ist im Doppelvoltigieren optional und besteht, wie auch für Gruppen, aus einer reinen Kürprüfung, Einzelvoltigierer absolvieren in der zweiten Runde neben der Kür einen Techniktest. Die Prüfungen werden von mindestens drei und höchsten sechs Richtern bewertet.
CVI Master Class
Bei einer Master Class handelt es sich um ein CVI, das in Kombination mit Concours International anderer FEI-Disziplinen veranstaltet wird. Es werden Wettbewerbe für Einzel-, Doppel- und Teamvoltigierer im Seniorbereich veranstaltet. Das FEI-Reglement schreibt den Einsatz von drei internationalen Richtern vor.
Besonderheit der Master Class ist, dass hier ausschließlich Küren ausgeschrieben sind, je nach Ausschreibung eine oder zwei Runden. Der Modus des Voltigierer-Weltcups entspricht dem einer Master Class.
CVIO
Seit 2008 darf jedes Land pro Jahr ein offizielles CVI (Concours de Voltige International Officiel) austragen. Hier wird zusätzlich ein Nationenpreis vergeben, bei dem die Leistungen mehrerer Voltigierer (Einzel, Doppel und Gruppen) eines Landes in einer Teamwertung zusammengefasst werden. Das Richterteam besteht aus mindestens drei und höchstens sechs Richtern. 

## Veranstaltungen
Das österreichische CVIO fand von 2009 bis 2014 in Stadl-Paura statt und von 2015 bis 2019 in Ebreichsdorf bei Wien. In Frankreich wurde von 2010 bis 2017 in Saumur ein CVIO ausgetragen.Das deutsche CVIO findet seit 2008 alljährlich im Rahmen des CHIO Aachen statt, nur 2015 wurde es in Verden ausgetragen. CVI werden nicht nur in Europa, sondern auch in den USA, in Vancouver, Kanada und in Südamerika, zum Beispiel in Sao Paulo in Brasilien veranstaltet.